# Yasemin på flykt
Yasemin på flykt är en svensk dramaserie från 1992.
Serien handlar om Yasemin som ska giftas bort. Hon rymmer med hjälp av en väninna och göms motvilligt av en svensk kille. De blir senare kära i varandra.

## Roller
- Yasemin – Suzan Ayvaz-Karlsson
- Patrick - Figge Norling
- Ayla - Yvonne Schaloske
- Ellen - Nina Gunke
- Olle och Gustav - Anders Granström
- Flanören - Per Eggers
- Masse - Kenneth Söderman